# 掛谷宗一
掛谷 宗一（かけや そういち、1886年〈明治19年〉1月18日 - 1947年〈昭和22年〉1月9日）は、日本の数学者。東京文理科大学兼東京帝国大学教授。統計数理研究所初代所長。理学博士。

## 経歴
1886年（明治19年）、広島県深安郡坪生村生まれ（現・福山市坪生町）。広島県第二中学校（現・広島県立福山誠之館高等学校)を卒業後、第三高等学校を経て、1906年（明治39年）10月に東京帝国大学理科大学数学科に進んだ。2、3年生時は特待生に選定され、3年進級時にはモルレー博士記念数学賞を受賞。1909年（明治42年）7月卒業。

### 大学卒業後
1911年（明治44年）第一高等学校教授、1912年（大正元年）に東北帝国大学助教授に就任。1913年（大正2年）12月「連立積分方程式に関する函数論研究」第1報を『東北数学雑誌』4巻3号に発表。1916年（大正5年）理学博士号を取得。1918年（大正7年）アメリカへ留学。1920年（大正9年）東京高等師範学校教授に就任。1928年（昭和3年）学士院恩賜賞を受賞。1929年（昭和4年）東京文理科大学教授に就任。1934年7月31日に帝国学士院会員に選定。1935年（昭和10年）から1946年（昭和21年）まで、東京帝国大学教授を兼任。
また、1943年（昭和18年）の学術研究会議の建議に基づき、1944年（昭和19年）に文部省直轄の統計数理研究所が創設されると初代所長を兼任した。

## 研究内容・業績

### 掛谷の定理
掛谷の代数方程式の根についての研究は、「掛谷の定理」として知られる。1928年（昭和3年）にはボローニャで開催された国際数学者会議で招待講演を行っている。同年『連立積分方程式及び之に関連する函数論的研究』で帝国学士院恩賜賞を受賞。1941年（昭和16年）に勲二等瑞宝章を受賞。

### 掛谷問題
「掛谷問題」は、掛谷が東北大学在職中に考えた「長さ1の線分を一回転させることのできる図形（掛谷集合）はどういったものか、また、そのうちで最小の面積を持つものは何か」という問題である。
まず、円板がその条件を満たすことはすぐにわかる。それより面積が小さい図形として、掛谷は最初に、ルーローの三角形を指摘した。すぐに同僚らが、より面積の狭い正三角形（具体的には、一つの頂点から、その頂点が接しない辺に伸ばした垂線の長さが1である正三角形）が存在すると発見した。凸な図形ではこの正三角形が最小である。凸でない図形では、より小さい面積を持つものが存在する。たとえば、正三角形の中で線分を回転させる際に線分をうまく寄せると、正三角形の各辺の中央を内側にたわませたような図形ができる。最小の面積については、1928年にアブラム・サモイロヴィッチ・ベシコヴィッチが「そのような図形の面積は任意に小さくできる」として解決した。この問題を変形・拡張した、その図形の中で線分を一回転させることが可能なのはいかなる図形か、という問題や、平面内ではなく3次元以上ではどうか、という問題が今日でも研究されている。d次元掛谷集合（d>2）のハウスドルフ次元はdであると予想されており、こんにちこの問題に関する「掛谷予想」と言えば、その予想を指す。
矢野健太郎がある時この問題の着想について尋ねたところ、武士は便所に入る時にも槍を持っていった、もし便所で応戦することになったら、狭い空間で槍をふり回さなければならない、ということから思いついた、と答えたという。なお、掛谷の研究ノートからはそのような記述は発見されず、また、東北大学の複数の人物の関与が確認されている。

### 掛谷集合
- 掛谷集合

## 受賞・栄典
- 1928年（昭和3年）4月 - 学士院恩賜賞
- 1941年（昭和16年）3月11日 - 勲二等瑞宝章